# Богуцька Єлізавета Петрівна
Богуцька Єлізавета Петрівна (нар. 14 квітня 1964, Сімферополь, Кримська область, Українська РСР) — російськомовна українська блогерка, громадська активістка. 2019 року обрана народною депутаткою від партії «Слуга народу».

## Життєпис та трудова діяльність
Народилась 1964 року у Сімферополі (Кримська область УРСР). Навчалась у Кримському медичному інституті, здобувши диплом лікаря-педіатра. Після закінчення інтернатури отримала спеціальність лікаря-психіатра. Працювала психіатром у Сімферопольській обласній лікарні.
Згодом почала займатись підприємницькою діяльністю. З 1997 року почала займатися дизайном. З 2002 року — член Спілки дизайнерів України. До 2004 року мешкала у «хрущовці», але вже у 2008 році брала участь у телешоу на одному з місцевих кримських телеканалів та у конкурсі на кращу заміську садибу, в цьому конкурсі її садиба здобула перемогу як найбільш естетична.

## Громадська та політична діяльність
На початку 2010-х років стала відома в Криму як громадська активістка, блогерка. В 2014 році під час окупації Криму Росією зайняла проукраїнську позицію. Пів року проживала в Криму, демонструючи проукраїнську позицію, зокрема, носила одяг в кольорах українського прапора, прикрашала автомобіль орнаментом вишиванки, включала гімн України, проїжджаючи повз будівлі ФСБ в Сімферополі, давала інтерв'ю.
В вересні 2014 була затримана та допитана співробітниками ФСБ РФ. ФСБ обшукала її будинок у Сімферополі 8 вересня 2014 року. Чоловік Богуцької розповів журналістам, що під час обшуку поліцейські шукали в їх будинку наркотики, зброю та ісламську літературу. Богуцьку звинувачували також в тому, що вона в Армянську 3 травня 2014 року зустрічала одного з лідерів кримських татар Мустафу Джемильова. Після обшуку будинку незабаром виїхала з Криму до Києва.
У червні 2015 року заснувала ГО «Всеукраїнський рух сила права».
В 2017—2018 роках працювала в команді Міхеїла Саакашвілі. Відома жорсткою критикою української влади часів Президента Порошенка.
На час обрання народною депутаткою влітку 2019 року не працювала. З 2019 року — член Комітету ВРУ з питань гуманітарної та інформаційної політики за квотою партії «Слуга народу».
22 липня 2025 року голосував за закон 12414, що обмежує Національне антикорупційне бюро України та Спеціалізовану антикорупційну прокуратуру. Цей закон викликає значний резонанс в українському суспільстві.

## Скандали
У вересні 2018 року грубо порушила правила дорожнього руху, запаркувавши авто на тротуарі. Автомобіль, припаркований впритул до іншого, закривав прохід для пішоходів.
У жовтні 2018 скоїла ДТП, збивши насмерть людину. За словами Богуцької, пішохід переходив дорогу на червоний сигнал та був п'яним.
Заперечувала існування коронавірусу. Носила маску із крупної сітки схожу на авоську.